# Jasimuddin

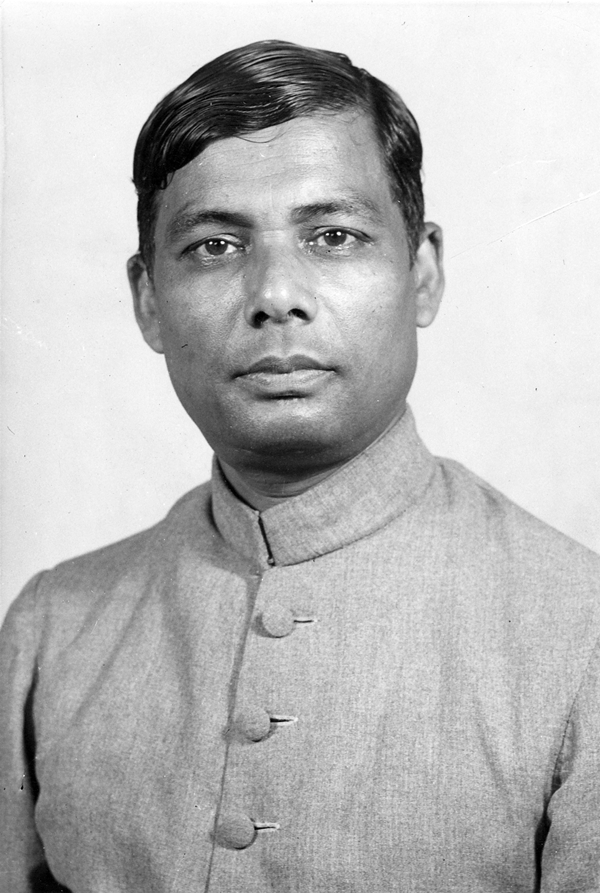
Jasimuddin

Jasimuddin (bengalisch জসীমউদ্দীনⓘ; * November 1903 in Tambulkhana im Distrikt Faridpur, Britisch-Indien; † 14. März 1976 in Dhaka, Bangladesch) war ein bengalischer Schriftsteller. Er wurde als Polli Kobi (Volksdichter) bekannt.

## Leben
Als Student an der Universität Dhaka schrieb er sein bekanntes Gedicht Kabar (deutsch Das Grab). Nach seinem Masterabschluss an der Universität von Dhaka, arbeitete er dort als Dozent. Jasimuddin bekannte sich zum Sozialismus.

## Werke
- Rakhali (Shepherd), (1927)
- Nokshi Kanthar Maath (1929)
- Sojan Badiyar Ghat (1933)
- Ranila Nayer Majhi (1935)
- Matir Kanna (1951)
- Suchayani (1961)
- Padma Nadir Deshe (1969)
- Bhayabaha Sei Dingulite (1962)
- Padmapar (1950)
- Beder Meye (1951)
- Pallibodhu (1956)
- Gramer Maya (1959)
- Thakur Barir Anginay (1961)
- Germanir Shahare Bandare (1975)
- Smaraner Sarani Bahi (1978)
- Bangalir Hasir Galpa(Part 1 & 2)
  - auf Deutsch unter dem Titel Ihr glaubt mir nicht? Geschichten aus Bengalen. Mit Collagen von Ulrike Möltgen; aus dem Englischen übersetzt und mit einem Essay versehen von Steven Uhly, 2009, Münchner Frühling Verlag, ISBN 978-3-940233-14-1.
- Dalim Kumar
- Boba Kahini (1964)
- Field of the Embroidered Quilt (Nokshi Kanthar Maath's Englische Sprache)